# Mitrophrys latreillei
Mitrophrys latreillei är en fjärilsart som beskrevs av Herrich-Schäffer 1853. Mitrophrys latreillei ingår i släktet Mitrophrys och familjen nattflyn. Inga underarter finns listade i Catalogue of Life.